# Multimedijalni kulturni centar – Split
Multimedijalni kulturni centar - Split (kraći naziv MKC Split) je osnovan 1998. godine u Splitu kao gradska ustanova za organizaciju i promicanje kulturnih programa u područjima vizualne, filmske, izvedbene i glazbene umjetnosti te njeguje istraživački i interdisciplinarni rad. MKC upravlja prostorom Doma mladih koji služi kao mjesto susreta. Uz svoj program, omogućava rad sudionicima nezavisne kulture kroz razne inicijative te surađuje s ustanovama, udrugama i kreativnim pojedincima u koprodukcijskim programima. Prostor Doma mladih MKC koristi zajednički s Platformom Doma mladih odnosno s udrugama kao stalnim i povremenih korisnicama prostora. U funkciji su galerijski prostor, amfiteatar, beton kino i niz radioničkih prostora i okupljališta za ples, dramu, film, glazbu, informatiku i sport.

## Povijest
MKC je osnovan 1998. godine u Splitu. Od 2005. godine upravlja prostorom Doma mladih.
|  | Ovom je odjeljku potrebna dopuna. Možete pomoći dodavanjem sadržaja. |

## Program
Izložbeni program Galerije MKC otvoren je svim vizualnim izričajima suvremene umjetničke prakse s naglaskom na istraživačke strategije i suvremena medijska iskustva kao i uporabu novih tehnologija. Osim samostalnih i skupnih izložbi recentnih radova domaćih i inozemnih umjetnika pozornost se posvećuje i prezentaciji važnih supkulturnih događanja i različitih vidova popularne kulture, kao i pokretanju angažiranih umjetničkih akcija.  
Filmski program usmjeren je na predstavljanje tzv. malih kinematografija koje su rijetko na repertoaru hrvatskih distributera i odišu drukčijim svjetonazorima u idejnom i estetskom pogledu.
Scena amfiteatra dom je neinstitucionalizirane kazališne i plesne scene, ali i cirkusa, perfomansa, glazbe, storytellinga. Na sceni se također organiziraju konferencije, javne rasprave, radionice, tribine.

## Vanjske poveznice
- Službene stranice
- Facebook